# Bombardero pesado

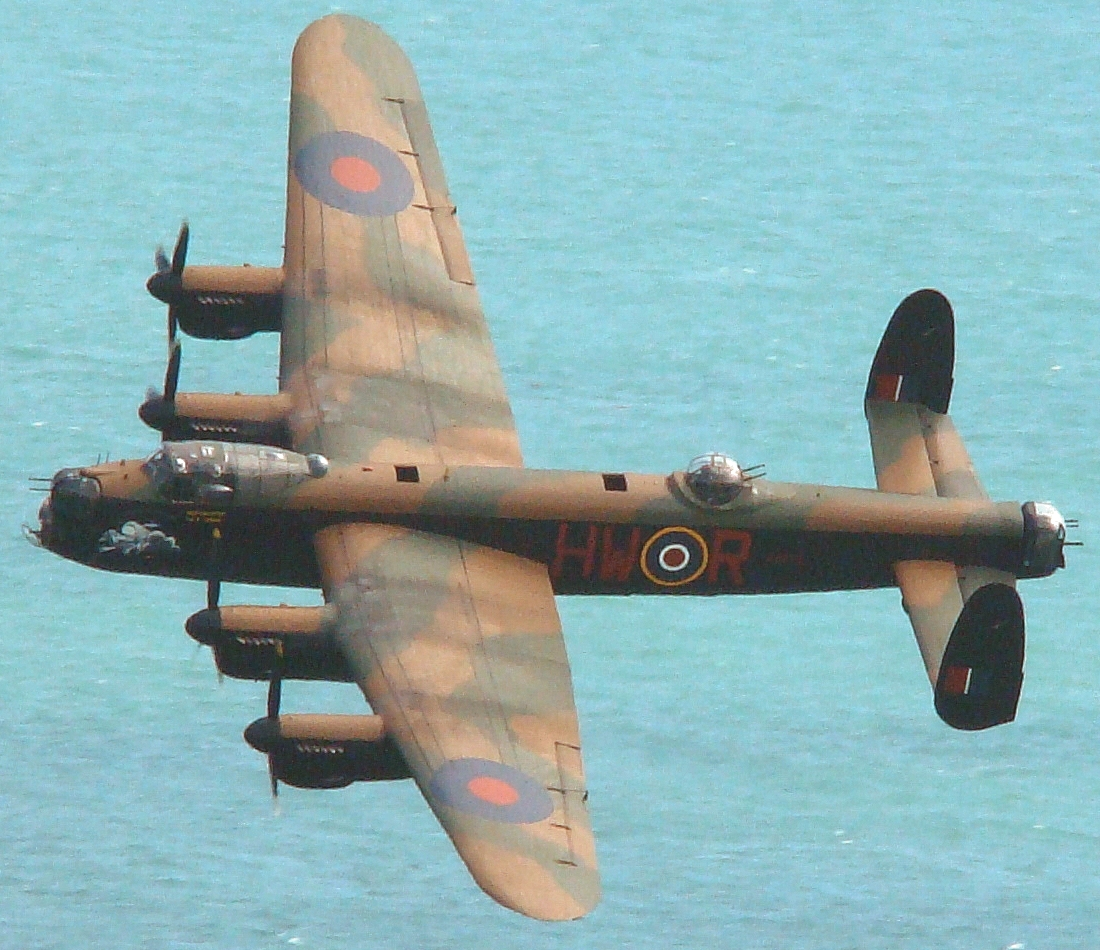
Avro Lancaster, un bombardero pesado británico.

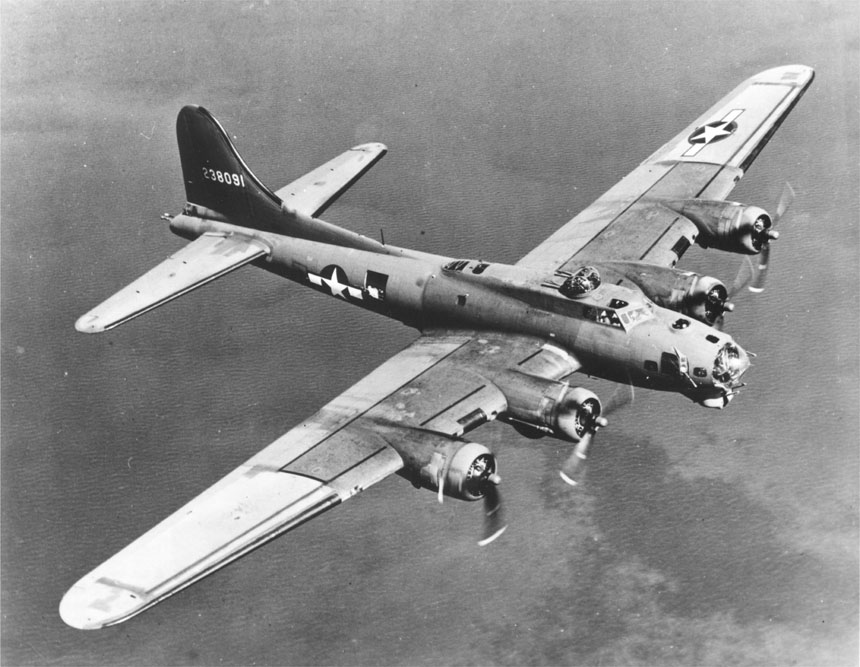
Boeing B-17 Flying Fortress, bombardero pesado estadounidense.

Un  bombardero pesado  es un bombardero de gran tamaño y normalmente de largo alcance. El término fue usado principalmente durante y antes de la Segunda Guerra Mundial, cuando la potencia de los motores era tan escasa que los diseños tenían que ser cuidadosamente adaptados a sus misiones. A principios de la Segunda Guerra Mundial el bombardero pesado generalmente fue considerado como cualquier diseño que fuera capaz de lanzar unos 3.600 kg (8000 libras) de bombas o más sobre objetivos lejanos, siendo  bombarderos medios los capaces de portar desde 1.800 a 3.600 kg (4000 a 8000 lb), y bombarderos ligeros los que llevaban de 910 a 1.800 kg (2000 a 4000 lb).[cita requerida] Sin embargo, estas distinciones ya iban desapareciendo a mediados de la guerra, cuando ya había aviones de caza que podían portar cargas superiores a 910 kg (2000 lb). 
Después de la Segunda Guerra Mundial el término ya era poco utilizado para describir bombarderos dedicados a la función estratégica, y esos aviones pronto pasaron a ser denominados bombarderos estratégicos, mientras que cualquier otro diseño se pasó a llamar bombardero táctico (menor peso y alcance).

## Armamento defensivo
Los bombarderos pesados además normalmente tenían mucho armamento defensivo. Los bombarderos británicos de la Segunda Guerra Mundial solían tener tres torretas con un total de 8 ametralladoras. Los estadounidenses, construidos para el vuelo en formación, tenían más de 10 ametralladoras tanto en torretas como en otros soportes móviles para proporcionar la mejor cortina de fuego. Los lugares en los que se instalaba ese armamento incluía torretas frontales, torretas de cola, puestos laterales (a menudo una simple ventana con una ametralladora de calibre 12,7 mm saliendo de ella), torretas dorsales (encima del avión), y posiciones o torretas ventrales (debajo del avión), las cuales solían ser torretas de bola. Todas esas ametralladoras hacían posible que los bombarderos pesados se defendieran por sí mismos razonablemente bien después de sobrepasar el alcance máximo de sus cazas de escolta. Los bombarderos pesados británicos volaban de manera más independiente por la noche y las maniobras evasivas jugaban una parte importante en la defensa.[cita requerida]

## Ejemplos

### Primera Guerra Mundial
- Caproni Ca.2
- Caproni Ca.4
- Gotha G.V
- Handley Page V/1500
- Sikorsky Ilya Muromets
- Vickers Vimy
- Zeppelin Staaken R.VI

### Periodo de entreguerras
- Farman F.220
- Handley Page Hinaidi
- Mitsubishi Ki-20
- Túpolev TB-1
- Witteman-Lewis XNBL-1

### Segunda Guerra Mundial
- Avro Lancaster
- Avro Manchester

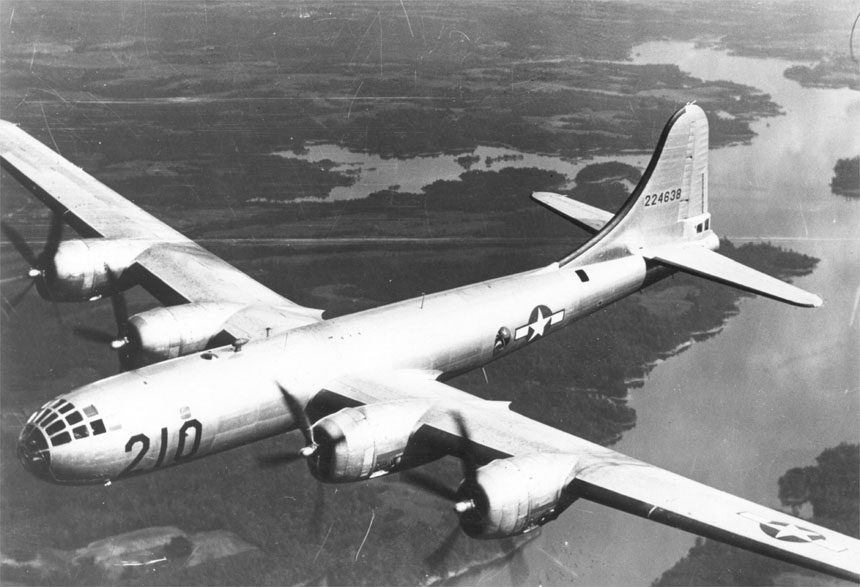
Boeing B-29 Superfortress, bombardero pesado estadounidense de la Segunda Guerra Mundial.

- Boeing B-17 Flying Fortress
- Consolidated B-24 Liberator
- Boeing B-29 Superfortress
- Consolidated B-32 Dominator
- Handley Page Halifax
- Heinkel He 177
- Junkers Ju 390
- Junkers Ju 290
- Petlyakov Pe-8
- Piaggio P.108
- Short Stirling

### Guerra Fría
- Avro Lincoln
- Tupolev Tu-4